# Sonja Radeva
Sonja Radeva (Bulgaars: Соня Радева) (Sofia, 11 maart 1985) is een Bulgaarse kunstschaatsster.
Radeva is als soliste actief en ze wordt getraind door Daniela Velichkova. Op het EK van 2006 behaalde ze haar beste resultaten tot nu toe. In het eindklassement werd ze zestiende en haar scores tijdens dit kampioenschap zijn nog steeds haar persoonlijke records.

## Persoonlijke records
| records             | punten | datum      | toernooi |
| ------------------- | ------ | ---------- | -------- |
| Hoogste totaalscore | 114.24 | 19-01-2006 | EK       |
| Hoogste korte kür   | 39.29  | 18-01-2006 | EK       |
| Hoogste lange kür   | 74.95  | 19-01-2006 | EK       |

## Belangrijke resultaten
| Kampioenschap           | 98/99  | 99/00 | 00/01  | 01/02  | 02/03 | 03/04 | 04/05 | 05/06 | 06/07 | 07/08 | 08/09 | 09/10 |
| ----------------------- | ------ | ----- | ------ | ------ | ----- | ----- | ----- | ----- | ----- | ----- | ----- | ----- |
| Wereldkampioenschap     |        |       |        |        |       |       | 16B   | 17B   |       | 33e   | 41e   | 41e   |
| Europees Kampioenschap  |        |       |        |        |       | 27e   | 22e   | 16e   | 27e   | 34e   | 33e   | 40e   |
| Nationaal Kampioenschap | Zilver |       | Zilver | Brons  |       | Goud  | Goud  | Goud  | Goud  | Goud  | Goud  |       |
| WK Junioren             |        |       |        | 39e    | 39e   | 29e   |       |       |       |       |       |       |
| NK Junioren             |        |       |        | Zilver |       |       |       |       |       |       |       |       |